# Locris bouchardi
Locris bouchardi är en insektsart som beskrevs av Victor Lallemand 1920. Locris bouchardi ingår i släktet Locris och familjen spottstritar. Inga underarter finns listade i Catalogue of Life.